# مدرسه خیرات‌خان
مدرسه خیراتخان مربوط به دوره صفوی است و در مشهد، بست پائین خیابان مشهد، مقابل صحن واقع شده و این اثر در تاریخ ۲۶ تیر ۱۳۵۷ با شمارهٔ ثبت ۱۶۱۶ به‌عنوان یکی از آثار ملی ایران به ثبت رسیده است.